# Мон-ле-Виньобль
Мон-ле-Виньо́бль (фр. Mont-le-Vignoble) — коммуна во французском департаменте Мёрт и Мозель региона Лотарингия. Относится к кантону Туль-Сюд.

## География
Мон-ле-Виньобль расположен в 65 км к юго-западу от Меца и в 27 км к западу от Нанси. Соседние коммуны: Шарм-ла-Кот и Домжермен на севере, Жи и Бикеле на востоке, Мутро и Крезий на юго-востоке, Бюллиньи на юге. На западе от коммуны находится

## История
- На территории коммуны находятся следы галлороманского периода.

## Демография
Население коммуны на 2010 год составляло 391 человек.
| 1962 | 1968 | 1975 | 1982 | 1990 | 1999 | 2010 |
| ---- | ---- | ---- | ---- | ---- | ---- | ---- |
| 258  | 260  | 208  | 260  | 360  | 358  | 391  |

## Достопримечательности
- Церковь XVIII века, складень XVI века.